# (500130) 2012 CW27
(500130) 2012 CW27 es un asteroide perteneciente al cinturón de asteroides, descubierto el 18 de enero de 2012 por el equipo del Spacewatch desde el Observatorio Nacional de Kitt Peak, Arizona, Estados Unidos.

## Designación y nombre
Designado provisionalmente como 2012 CW27.

## Características orbitales
2012 CW27 está situado a una distancia media del Sol de 2,318 ua, pudiendo alejarse hasta 2,714 ua y acercarse hasta 1,922 ua. Su excentricidad es 0,170 y la inclinación orbital 5,034 grados. Emplea 1289,72 días en completar una órbita alrededor del Sol.

## Características físicas
La magnitud absoluta de 2012 CW27 es 18,2.